# 阿部正美
阿部 正美（あべ まさみ、1932年(昭和7年)11月23日 - ）は、日本の国文学者。専修大学名誉教授。
東京市麻布区（麻布）出身。東京都立日比谷高等学校卒。麻生磯次に師事。1961年『芭蕉伝記考説』で文部大臣奨励賞受賞。1966年国士舘短期大学講師、1976年助教授、1980年教授、1982年専修大学文学部教授、2003年定年退任、名誉教授。

## 著書
- 『芭蕉伝記考説』明治書院、1961
- 『新修芭蕉伝記考説 行実篇』明治書院、1982
- 『新修芭蕉伝記考説 作品篇』明治書院、1984
- 『芭蕉俳諧の展望』明治書院、1990
- 『芭蕉発句全講』全5巻、明治書院、1994-1998

### 共編著
- 『芭蕉連句抄』明治書院、1965
- 『芭蕉連句抄 第2篇』明治書院、1969
- 『奥の細道 諸説一覧』麻生磯次編、明治書院、1970
- 『古典俳文学大系 6、蕉門俳諧集 1』阿部喜三男、大礒義雄共校注 集英社、1972
- 『芭蕉連句抄 第3篇 (天和調の時代)』明治書院、1974
- 『芭蕉連句抄 第4篇 (「冬の日」前後)』明治書院、1976
- 『芭蕉連句抄 第5篇 (貞享の四季)』明治書院、1978
- 『芭蕉連句抄 第6篇 (吉野・更科の旅)』明治書院、1979
- 『芭蕉連句抄 第7篇 (奥の風雅)』明治書院、1981
- 『芭蕉連句抄 第8篇 (「ひさご」と「猿蓑」)』明治書院、1983
- 『芭蕉連句抄 第9篇 (「深川」まで)』明治書院、1986
- 『芭蕉連句抄 第10-12篇 (軽みの時代)』明治書院、1987-1989
- 『校本芭蕉全集 第4巻、連句篇 中』宮本三郎校注 阿部補訂 富士見書房、1989

## 参考
- 『現代日本人名録2002』日外アソシエーツ